# Kfar Giladi
Kfar Gilʿadi (hebräisch כְּפַר גִּלְעָדִי Kfar Gilʿadī) ist ein Kibbuz in Israel in der Region Obergaliläa, südlich von Metulla, an der Grenze zum Libanon. Der Kibbuz hatte 2018 676 Einwohner.

## Geschichte
Der Kibbuz wurde am 21. Oktober 1916 durch Mitglieder der HaSchomer auf Land gegründet, das der Jewish Colonization Association gehörte. Nach dem arabischen Angriff auf Tel Chai am 1. März 1920, woran ein Denkmal am Ortseingang Kfar Gilʿadis erinnert, war der Kibbuz zeitweise verlassen worden, aber am 3. Oktober 1920 kehrten die Siedler zurück. Im Jahre 1926 ging Tel Chai in Kfar Gilʿadi auf.
Am 6. August 2006, während des Libanonkrieges 2006, wurden zwölf Reservisten der israelischen Armee getötet, nachdem eine von der Hisbollah aus dem südlichen Libanon abgeschossene Katjuscha-Rakete eingeschlagen war. Fünfzehn weitere wurden verwundet, davon zwei so schwer, dass sie mit MedEvac nach Haifa gebracht werden mussten.

## Museen
- Beit haSchomer, Museum der frühen jüdischen Verteidigungsorganisation mit Filmvorführungen
- Beit haRischonim (Museum der Ersten) zur Geschichte von Ortsgründung und Gründern